# F波
F波（えふは）は筋電図で記録される波の1つ。運動神経電動検査で、複合筋活動電位（CMAP）を計測する際に記録される。M波に続いて、一定の潜時をおいて発生する。F波が記録される際には、まず興奮が運動神経線維を逆行し、脊髄前角の運動ニューロンに達する。この後、その興奮が今度は逆向きに（運動神経繊維に順行で）伝搬する。この伝搬の中で、筋から記録される誘発筋電位がF波である。

## 概要
F波は運動神経の刺激により軸索を逆行したインパルスが脊髄前角運動ニューロンを興奮させ生じる電位でありシナプスを介さない現象とされている。潜時はH波に似るが刺激閾値はH波がM波よりも低いのに対して、F波の閾値はM波の閾値よりも高いことが特徴とされている。F波はM波に比べて振幅が小さくM波の5%程度である。M波が支配下全ての運動単位の参加した現象であるがF波はその数%のみが参加した反応だからである。波形は運動単位電位がばらついて数個重なるものである。出現頻度、最小潜時、振幅、F波伝導速度などがパラメータとして用いられる。皮膚温、身長の影響を受けるが出現率は脛骨神経、尺骨神経で100%、正中神経で70%程度であり、最小潜時が170cmで皮膚温が正常ならば上肢では29ms、下肢では51msを超えると延長していると考えられる。MCV、TL、M波波形が正常でF波が誘発されない場合は近位部の脱髄を示している可能性がある。FCVの遅延、F波出現頻度の低下ないし消失、F波の時間的分散の増大などが近位部脱髄を示唆する所見である。筋萎縮性側索硬化症などで同じ波形のF波が出現し反復F波（repeator F wave）と言われる。脊髄の特定のニューロンが過興奮による場合と出現が不安定なA波の可能性を考慮する。反復性F波ではA波と異なり他の構成成分は異なっている。

### F波の出現率が低下する場合
運動神経軸索の数が減少するため出現しない場合、軸索の数は十分に保たれているが、脱髄が存在するため途中で伝導ブロックが生じF波が出現しない場合、前角脊髄ニューロンで逆行性興奮過程の障害がある場合の3つの可能性がある。運動神経軸索が減少した場合は、運動単位の減少により波形の単純化や神経再支配によるF波高振幅が認められることがある。

### F波振幅の増大
神経再支配による運動単位電位の増大、前角ニューロンの逆行性発火確率の上昇の可能性がある。前者は末梢神経障害、後者は痙性対麻痺などで認められる。